# Gonolobus naturalistae
Gonolobus naturalistae es una especie de enredadera perenne del género algodoncillo Gonolobus. Es endémica de México.

## Taxonomía
Gonolobus naturalistae fue descrita en 2020 por Leonardo O. Alvarado-Cárdenas, María Guadalupe Chávez Hernández y Juan Fernando Pio León. Fue nombrada en honor a NaturaLista, una asociación entre iNaturalist y la Comisión Nacional para el Conocimiento y Uso de la Biodiversidad (CONABIO).

## Distribución y hábitat
Esta especie se encuentra en los bosques secos tropicales de Chihuahua y Sinaloa en México.

## Ecología
Esta especie a menudo crece en compañía de Pithecellobium dulce, así como de especies del género Vachellia.